# Iktus (Neume)

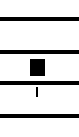
Iktus unter einem Punctum

Der Iktus (lat. ictus ‚Schlag‘) ist in der Quadratnotation des Gregorianischen Chorals ein Betonungszeichen, welches von den Benediktinern der Abtei Sankt Peter in Solesmes erfunden wurde, und in den von ihnen herausgegebenen Choralbüchern als senkrechter Strich unter oder über die entsprechende quadratische Neume gesetzt wurde.
Ikten dienten zur rhythmischen Gliederung der Melodien und tauchen insbesondere im Liber Usualis auf. Mittlerweile sind sie durch die neueren Ergebnisse der Gregorianischen Semiologie obsolet und wurden im Graduale Romanum nur aus Gründen der Kompatibilität zu den älteren Ausgaben teilweise beibehalten, vor allem bei den Gesängen des Ordinariums. Heute werden Ikten in der Regel bei der Interpretation der Gesänge nicht mehr beachtet.
Manchmal werden Ikten auch als vertikale Episeme bezeichnet.